# Deggendorf
Deggendorf é um município da Alemanha, localizado no distrito de Deggendorf, no estado de Baviera.